# Bataille de Bosworth
Pour l’article homonyme, voir Bosworth.
Pour un article plus général, voir Guerre des Deux-Roses.
Guerre des Deux-Roses
Batailles
La bataille de Bosworth, ou bataille de Bosworth Field, est l'avant-dernier affrontement de la guerre des Deux-Roses, guerre civile anglaise qui oppose les maisons de Lancastre et d'York durant la seconde moitié du XVe siècle. Cette bataille a lieu le 22 août 1485 et voit la victoire du parti Lancastre, dont le chef, Henri Tudor, devient par la suite le premier roi de la maison Tudor. Son adversaire Richard III, dernier roi de la maison d'York, est tué durant l'affrontement. Les historiens considèrent la bataille de Bosworth comme marquant la fin de la dynastie Plantagenêt, ce qui en fait un moment-clef de l'histoire de l'Angleterre.
Richard III s'empare du trône au détriment de son neveu Édouard V, âgé de 12 ans, en juin 1483. Le garçon et son frère cadet disparaissent peu après, suscitant l'inquiétude de beaucoup, et les rumeurs voulant que Richard soit impliqué dans la mort de sa femme Anne Neville en mars 1485 lui aliènent encore des soutiens. De l'autre côté de la Manche, Henri Tudor, descendant d'une maison de Lancastre sur le déclin, profite des difficultés de Richard pour proclamer ses droits sur la couronne. Sa première tentative d'envahir l'Angleterre, en octobre 1483, est contrecarrée par une tempête, et il doit attendre le 1er août 1485 pour débarquer à Dale, au sud-ouest du pays de Galles, sans rencontrer de résistance. Il marche vers Londres, rassemblant des appuis en chemin. Richard se presse de rassembler ses forces et coupe la route de l'armée d'Henri au sud de la ville de Market Bosworth, dans le Leicestershire. Le baron Thomas Stanley et son frère cadet William conduisent également une armée sur le champ de bataille, mais restent en retrait pour être sûrs de rallier le vainqueur.
Richard divise son armée, supérieure en nombre à celle d'Henri, en trois groupes : l'un est placé sous le commandement du duc de Norfolk, et un autre sous celui du comte de Northumberland. De son côté, Henri préserve l'unité de son armée et en confie le commandement au comte d'Oxford, un soldat expérimenté. L'avant-garde de Richard, conduite par le duc de Norfolk, affronte les hommes du comte d'Oxford, et une partie fuit le champ de bataille. Le comte de Northumberland ne réagit pas lorsqu'il se voit demander de venir au secours de son roi, aussi Richard décide-t-il de jouer le tout pour le tout en lançant une charge visant à tuer Henri et à mettre un terme au combat. Voyant les chevaliers du roi séparés de son armée, les Stanley interviennent : William conduit ses hommes au soutien d'Henri, et Richard est encerclé et tué. Une fois les combats terminés, Henri est couronné au sommet de Crown Hill.
Henri engage des chroniqueurs pour qu'ils éclairent son règne sous un jour favorable, et ils représentent la bataille de Bosworth Field et l'avènement de la dynastie Tudor comme le début d'une nouvelle ère. Jusqu'au XVIIIe siècle, la bataille est dépeinte comme une victoire du bien sur le mal, et elle constitue le paroxysme de la pièce de William Shakespeare Richard III. L'emplacement exact du champ de bataille est sujet à controverse, du fait de l'absence de preuves concluantes. Le Bosworth Battlefield Heritage Centre a été construit en 1974 sur un site par la suite contesté par plusieurs historiens. En octobre 2009, après avoir procédé à des analyses géologiques et archéologiques dans la région, une équipe de recherche propose un emplacement situé à trois kilomètres au sud-ouest d'Ambion Hill (en).

## Contexte

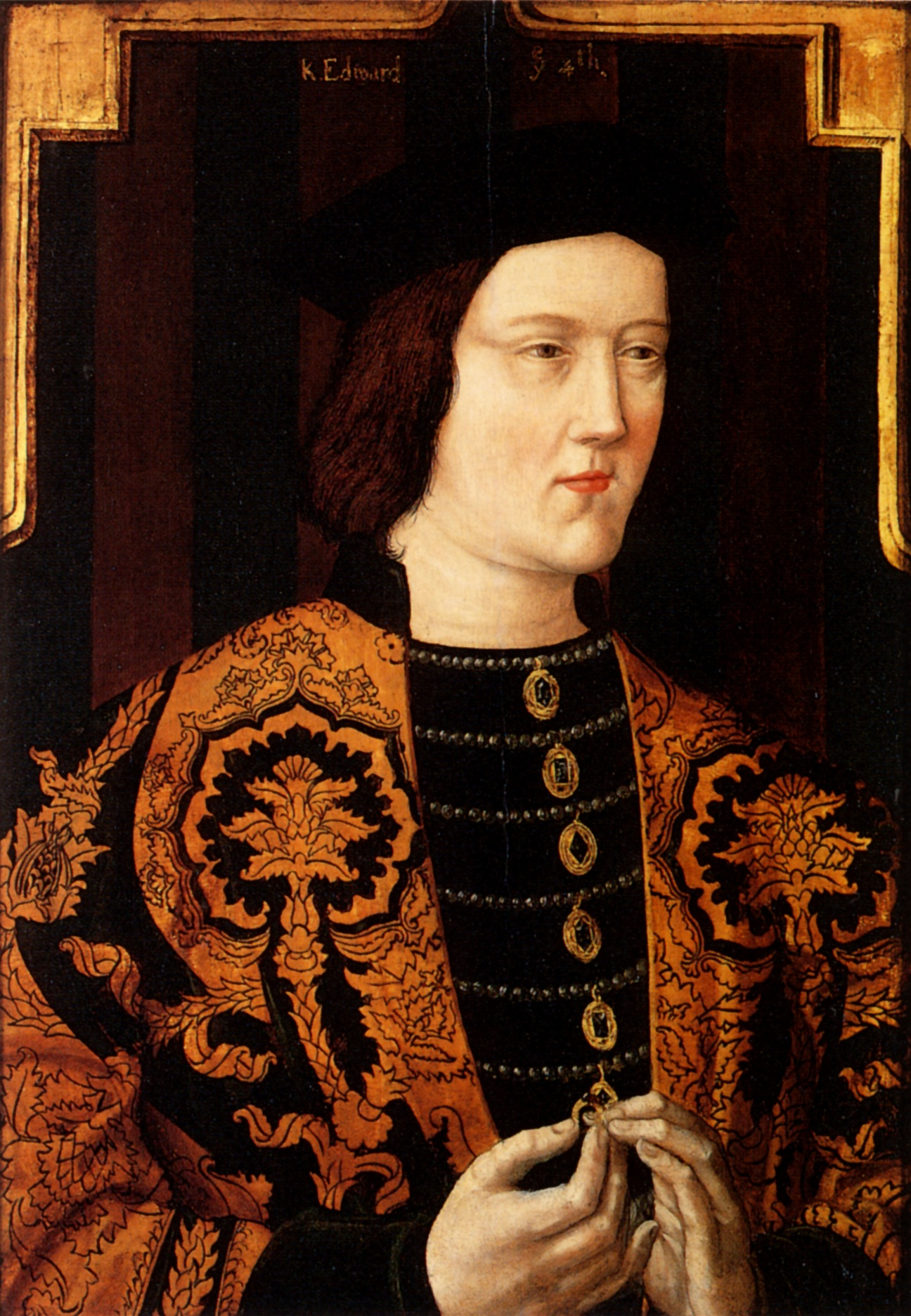
Édouard IV, roi d'Angleterre de 1471 à 1483.

L'Angleterre du XVe siècle est ravagée par la guerre civile que se disputent les maisons de Lancastre et d'York pour la couronne. En 1471, le parti yorkiste sort vainqueur des batailles de Barnet et de Tewkesbury. Le roi Lancastre Henri VI et son fils unique Édouard meurent peu après la bataille de Tewkesbury, laissant la maison de Lancastre sans prétendant direct au trône. Le roi York Édouard IV contrôle alors la totalité de l'Angleterre. Il accuse de trahison tous ceux qui refusent de se soumettre à lui, parmi lesquels Jasper Tudor et son neveu Henri, et confisque leurs biens. Les deux Tudor s'enfuient vers la France, mais le vent les envoie en Bretagne, où le duc François II leur fait bon accueil. Par sa mère Margaret Beaufort, Henri est l'arrière-arrière-petit-fils de Jean de Gand, oncle de Richard II et père d'Henri IV. Les Beaufort, à l'origine des bâtards, ont été légitimés par Henri IV à condition que leurs descendants renoncent à leurs droits sur le trône. En tant que dernier Lancastre apparenté à la lignée royale, Henri Tudor possède donc de faibles droits sur le trône, mais Édouard le considère comme « un moins-que-rien ». Cependant, François II de Bretagne voit en lui un moyen de pression utile sur l'Angleterre, et il garde les Tudor sous son aile.
Édouard IV meurt le 9 avril 1483, après douze années de règne. Son fils aîné, le nouveau roi Édouard V, n'est alors âgé que de douze ans, et son héritier présomptif est son frère cadet, Richard de Shrewsbury, âgé de neuf ans. Édouard V étant trop jeune pour régner, un conseil royal est formé pour gouverner l'Angleterre jusqu'à sa majorité. La cour s'inquiète lorsqu'elle apprend que les Woodville, parents de la reine-mère, intriguent pour prendre le contrôle du conseil. Durant leur ascension vers le pouvoir, les Woodville se sont fait de nombreux ennemis. Pour contrecarrer leurs ambitions, le baron William Hastings et d'autres membres du Conseil font appel à l'oncle du roi, le duc de Gloucester Richard Plantagenêt. Ils le pressent d'accepter au plus tôt le rôle de protecteur, comme son frère Édouard IV l'en a prié auparavant. Le 29 avril, accompagné d'un contingent de gardes et du duc de Buckingham Henry Stafford, Richard assure la garde d'Édouard V et fait arrêter plusieurs membres éminents de la famille Woodville. Après avoir conduit le jeune roi à Londres, Gloucester fait exécuter sans procès Anthony Woodville, Richard Grey et Thomas Vaughan pour trahison.
Le 13 juin, Gloucester accuse Hastings d'avoir comploté avec les Woodville et le fait décapiter. Neuf jours plus tard, il convainc le Parlement de déclarer le mariage d'Édouard IV et d'Élisabeth Woodville illégal, faisant de leurs enfants des bâtards et invalidant leurs droits sur le trône. Ayant écarté ses neveux, Gloucester devient le premier dans l'ordre de succession et il est couronné le 26 juin sous le nom de Richard III. La manière dont il obtient la couronne ne fait rien pour le rendre populaire et des rumeurs ne tardent pas à circuler dans tout le royaume. Les deux princes sont emprisonnés dans la Tour de Londres et disparaissent peu après. Toute l'Angleterre est persuadée que le « tyran » Richard a assassiné ses neveux.

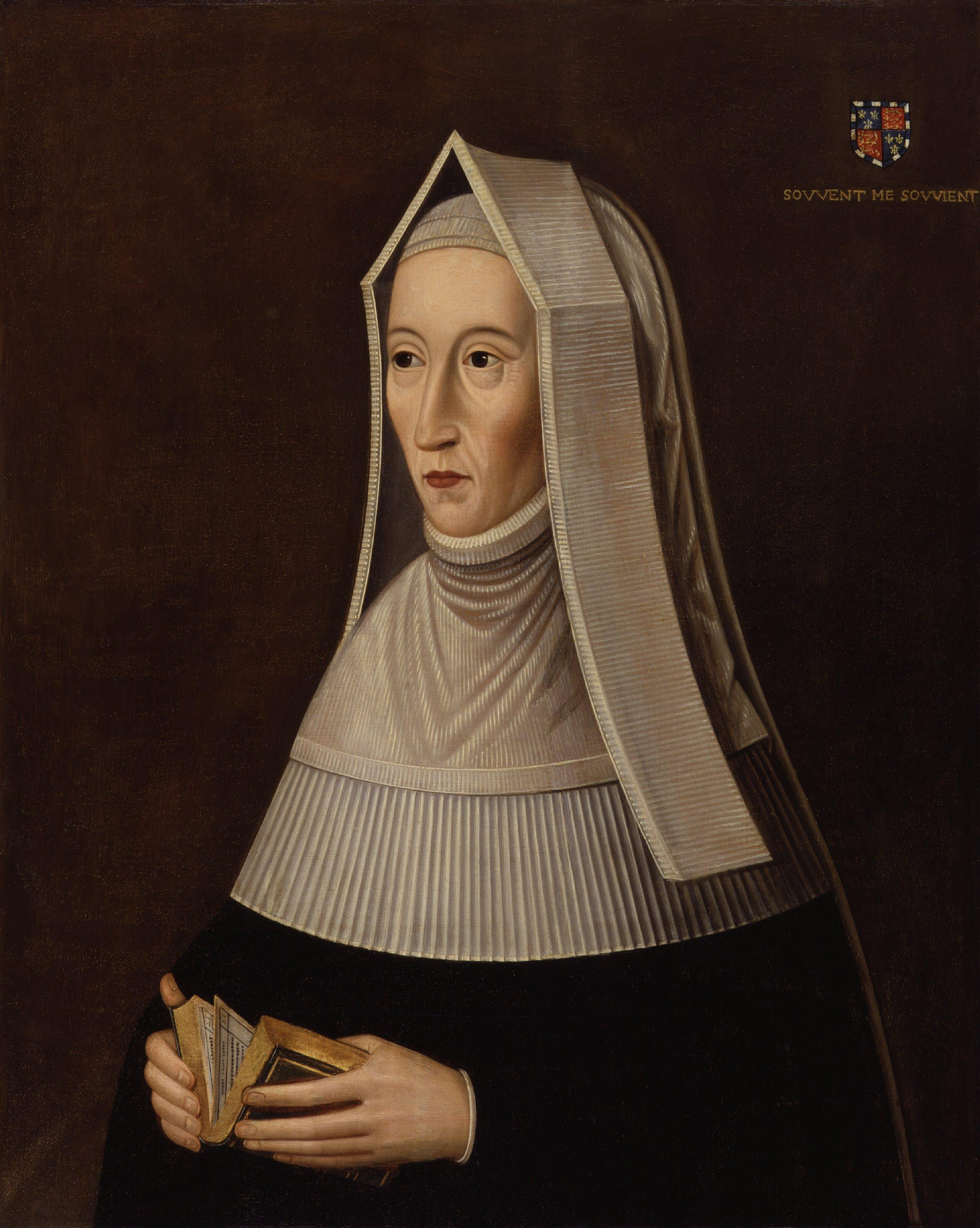
Margaret Beaufort, la mère d'Henri Tudor.

Le mécontentement à l'égard de Richard se manifeste dès l'été 1483, lorsque naît une conspiration visant à le chasser du trône. Les rebelles sont en majorité des fidèles d'Édouard IV, qui considèrent Richard comme un usurpateur. Leurs plans sont organisés par Marguerite Beaufort, qui propose son fils, Henri Tudor, comme candidat au trône. Le duc de Buckingham est le plus important des conjurés, mais les raisons de son ralliement à la conspiration restent inconnues. Selon l'historien Charles Ross, Buckingham cherche à prendre ses distances vis-à-vis d'un roi chaque jour plus impopulaire. Pour Michael Jones et Malcolm Underwood, Marguerite aurait fait croire à Buckingham que les rebelles souhaitaient le placer sur le trône d'Angleterre.
La conspiration prévoit d'organiser des révoltes dans le sud et l'ouest de l'Angleterre pour submerger les forces de Richard. Buckingham est censé soutenir les rebelles en lançant une invasion depuis le pays de Galles, tandis qu'Henri doit venir par la mer. Un manque de coordination et le mauvais temps réduisent ces projets à néant. Une révolte éclate dans le Kent dix jours trop tôt, pressant Richard à réunir l'armée royale pour la réduire. Ses espions l'informent des activités de Buckingham, et les hommes du roi détruisent les ponts sur la Severn ; lorsque Buckingham, à la tête de ses troupes, arrive devant le fleuve en crue, il est incapable de le traverser en raison d'un orage violent qui éclate le 15 octobre. Buckingham est piégé : ses ennemis gallois se sont emparés de son château après son départ, et il n'a plus nulle part où se réfugier. Il abandonne le complot et s'enfuit à Wem, où il est trahi par un serviteur et arrêté par les hommes de Richard. Il est exécuté le 2 novembre. Entre-temps, Henri tente de débarquer le 10 (ou le 19) octobre, mais sa flotte est éparpillée par une tempête. En arrivant en vue de la côte anglaise (soit à Plymouth, soit à Poole), un groupe de soldats le salue et l'incite à accoster ; il s'agit en fait d'hommes de Richard, prêts à le capturer sitôt débarqué. Henri ne tombe pas dans le piège et retourne en Bretagne. Privée de Buckingham et d'Henri, la rébellion est facilement écrasée par Richard.

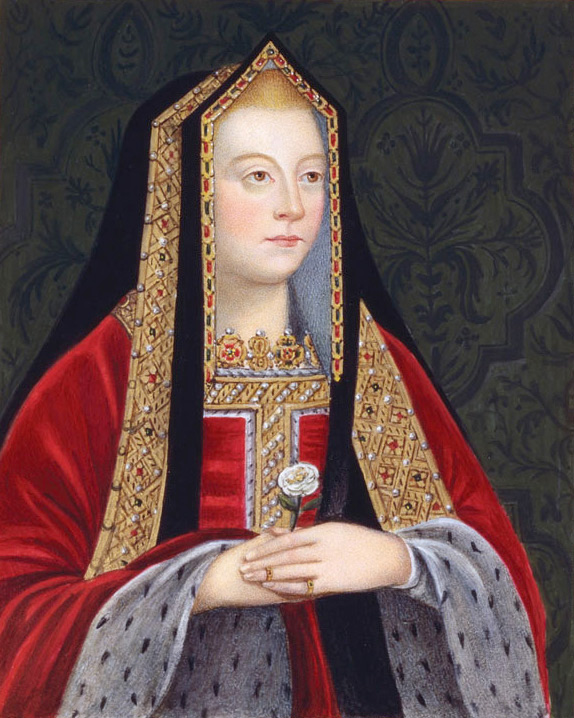
Élisabeth d'York, fille d'Édouard IV.

Les survivants du complot s'enfuient en Bretagne, où ils proclament ouvertement leur soutien à Henri. À Noël, Henri Tudor prête serment d'épouser Élisabeth d'York, fille d'Édouard IV, pour réunir les lignées opposées de Lancastre et d'York. L'étoile montante d'Henri constitue une menace pour Richard qui fait plusieurs offres au duché de Bretagne en échange du jeune Lancastre. François refuse, dans l'attente de meilleures propositions. Courant 1484, alors qu'il se remet d'une maladie, son trésorier Pierre Landais, qui assure le gouvernement du duché pendant la convalescence de François, parvient à un accord avec Richard : il promet de renvoyer Henri et son oncle en Angleterre en échange d'une aide militaire et financière. L'évêque d'Ely John Morton l'apprend et avertit les Tudor, qui s'enfuient en France. La cour de Charles VIII les accueille volontiers : ils constituent un bon moyen de s'assurer de la neutralité de Richard dans les projets français d'annexion de la Bretagne. Le 16 mars 1485, Anne Neville, l'épouse de Richard, meurt, et la rumeur court en Angleterre qu'elle a été assassinée pour permettre au roi d'épouser sa nièce Élisabeth. Ces bruits font perdre à Richard plusieurs de ses soutiens dans le Nord et bouleversent Henri de l'autre côté de la Manche : s'il n'épouse plus Élisabeth, l'alliance entre les Lancastre et les fidèles d'Édouard IV qui repose sur lui pourrait disparaître. Afin d'assurer son mariage, Henri rassemble 2 000 hommes et quitte la France le 1er août.

## Les commandants
Au XVe siècle, l'idéal chevaleresque anglais d'un service dévoué au roi s'est dévoyé. Les forces armées sont essentiellement levées par des rassemblements sur des terres privées : chaque homme en état de combattre doit répondre à l'appel aux armes de son seigneur, et chaque noble possède une autorité exclusive sur ses milices. Le roi peut lever une milice personnelle sur les terres qu'il possède en propre, mais il ne peut lever d'armée significativement importante qu'avec le soutien de la noblesse. Comme ses prédécesseurs, Richard doit s'attacher ces hommes en restant en bons termes avec eux, ainsi qu'en leur offrant des cadeaux. Les nobles les plus puissants peuvent exiger davantage en menaçant de se retourner contre leur lige. Trois groupes se retrouvent à Bosworth Field, chacun avec son propre programme : Richard III et l'armée du parti York ; son rival Henri Tudor, champion de la cause Lancastre ; et les Stanley, prêts à basculer d'un côté ou de l'autre.

### Côté York

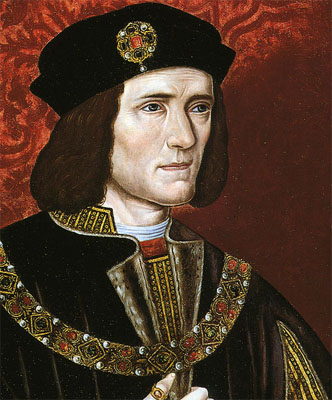
Richard III.

Richard III est un homme mince et de petite taille, qui n'a pas le physique robuste de bon nombre de ses prédécesseurs Plantagenêt. Il apprécie néanmoins les activités violentes que l'époque considère comme viriles. Ses performances sur le champ de bataille ont profondément impressionné son frère Édouard, qui fait de lui son bras droit. Dans les années 1480, Richard défend la frontière septentrionale de l'Angleterre. En 1482, Édouard le charge de conduire une armée en Écosse, dans le but de remplacer le roi Jacques III par le duc d'Albany. L'armée de Richard traverse les défenses écossaises et occupe la capitale du royaume, Édimbourg, mais Albany décide d'abandonner ses prétentions sur le trône en échange du poste de lieutenant-général d'Écosse. Outre la garantie que le gouvernement écossais concédera des gains territoriaux et diplomatiques à la couronne anglaise, la campagne de Richard permet la reconquête de la ville de Berwick-upon-Tweed, prise par les Écossais en 1460. Édouard n'est pas satisfait de l'issue de la campagne et, selon Ross, Richard aurait pu obtenir davantage s'il avait mieux profité de la situation lorsqu'il occupait Édimbourg. Christine Carpenter voit en Richard un soldat plus habitué à recevoir des ordres qu'à en donner. Il ne lui déplaît pas pour autant de faire montre d'un côté militariste : à son avènement, il proclame sa volonté de mener une croisade contre « non seulement les Turcs, mais tous [ses] ennemis ».
Le plus fidèle sujet de Richard est le duc de Norfolk John Howard, serviteur de longue date et confident d'Édouard IV. Selon Ross, il a pu développer une rancœur à l'égard d'Édouard à la suite d'une affaire d'héritage : Howard devait recueillir une partie de l'important héritage Mowbray à la mort de la jeune Anne de Mowbray, dernière de sa lignée. Pourtant, Édouard convainquit le Parlement d'ignorer la loi de succession et de transférer l'héritage à son benjamin, qui était marié à Anne. Par la suite, Howard soutient Richard III au moment de la déposition du fils d'Édouard, et reçoit en échange le duché de Norfolk et la part de l'héritage Mowbray qui aurait dû lui échoir à la mort d'Anne. Norfolk est un soldat expérimenté, qui a combattu à Towton en 1461 et qui a servi d'adjoint à Hastings à Calais en 1471.
Le comte de Northumberland Henry Percy soutient également la prise du pouvoir par Richard. Les Percy étaient fidèles aux Lancastre, mais Édouard IV réussit à emporter l'allégeance du comte. Emprisonné par le parti York en 1461, il perd tous ses titres et ses biens ; Édouard le libère huit ans plus tard et le rétablit à la tête de son comté. Percy sert dès lors la couronne yorkiste, participant à la défense de l'Angleterre du nord et au maintien de la paix. Les relations entre le comte et Richard sont tout d'abord tendues, mais le comte s'adoucit lorsque la charge de Gardien de la Marche de l'Est (Warden of the East March), autrefois héréditaire chez les Percy, lui est promise. Il sert Richard durant l'invasion de l'Écosse en 1482, et il soutient probablement le nouveau roi en estimant qu'il sera en position de dominer le Nord si Richard quitte la région pour régner à Londres. Pourtant, après son avènement, Richard prépare son neveu John de la Pole pour ce poste. Selon Carpenter, le comte désespère de s'élever, malgré les compensations offertes par Richard.

### Côté Lancastre

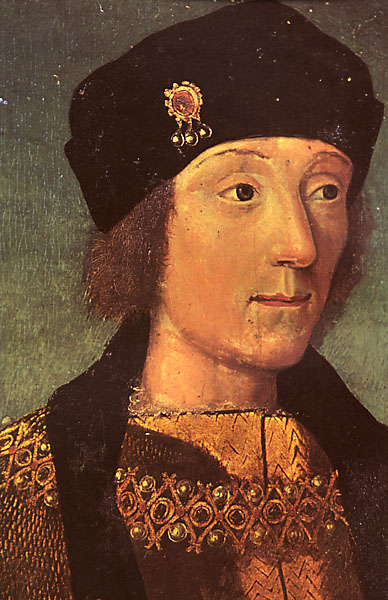
Henri Tudor.

Henri Tudor n'est pas familier des arts de la guerre, et il est étranger au pays qu'il cherche à conquérir : il a passé les quatorze premières années de sa vie au pays de Galles, et les quatorze suivantes en Bretagne et en France. Mince, mais fort et décidé, il n'a pas de goût pour le combat ; les chroniqueurs Polydore Virgile et Pedro de Ayala (en) le montrent davantage intéressé par le commerce. N'ayant jamais combattu de sa vie, Henri recrute plusieurs vétérans pour le conseiller et diriger ses armées.
Le comte d'Oxford John de Vere est le principal commandant militaire au service d'Henri. À la bataille de Barnet, il commande l'aile droite des Lancastre et met en déroute la division qu'il affrontait. Toutefois, une confusion sur le champ de bataille place ses forces sous des tirs amis et le contraint à battre en retraite. Après s'être enfui outre-mer, le comte poursuit la lutte contre le parti York, s'emparant de la forteresse insulaire de St Michael's Mount en 1473. Il est contraint de se rendre, faute de renforts, mais s'évade en 1484 et rejoint Henri en France, accompagné de son ancien geôlier James Blount. L'arrivée d'Oxford renforce le moral dans le camp d'Henri et trouble Richard III.

### Les Stanley
Au début de la guerre des Deux-Roses, la famille Stanley du Cheshire se range le plus souvent du côté des Lancastre, mais William Stanley est un farouche partisan de la maison d'York : il participe à la bataille de Blore Heath en 1459 et aide Hastings à écraser les rébellions contre Édouard IV en 1471,. Lorsque Richard s'empare du pouvoir, William ne montre aucune volonté de s'opposer à lui et ne rejoint pas la rébellion de Buckingham, ce qui lui vaut d'être amplement récompensé. Le frère aîné de William, Thomas Stanley, n'est pas aussi fidèle. En 1485, il a servi pas moins de trois rois : Henri VI, Édouard IV et Richard III. Ses manœuvres politiques, consistant à osciller entre les deux camps jusqu'à ce qu'un vainqueur se dégage, lui permettent d'atteindre de hautes charges : il est le chambellan d'Henri, puis l'intendant d'Édouard. Sa réserve lui vaut la fidélité de ses hommes : en restant en retrait jusqu'aux moments cruciaux, ils ont le sentiment de ne pas être envoyés à une mort inutile.
Les relations entre Lord Stanley, intendant d'Édouard IV, et le futur Richard III ne sont pas cordiales. Les querelles entre les deux hommes dégénèrent vers mars 1470. Par ailleurs, Stanley a épousé Margaret Beaufort en secondes noces en juin 1472, un mariage qui fait de lui le beau-père d'Henri Tudor et ne fait rien pour lui attirer l'amitié de Richard. Malgré cela, il ne rallie pas la rébellion de Buckingham en 1483. Lorsque Richard fait exécuter les conjurés qui n'ont pu fuir l'Angleterre, il épargne Margaret, se contentant de la dépouiller de ses titres et en transférant ses biens au nom de Stanley. Richard espère ainsi se réconcilier avec Stanley, mais peut-être en vain : Carpenter identifie une cause supplémentaire de discorde dans la volonté de Richard de rouvrir une ancienne querelle opposant Thomas Stanley et la famille Harrington. En 1473, Édouard IV a rendu un verdict favorable à Stanley, mais Richard prévoyait d'annuler la décision de son frère et de céder les terres concernées aux Harrington. Doutant de Stanley, Richard prend son fils George en otage pour le dissuader de rallier Henri.

## Prélude
Henri traverse la Manche sans difficultés : il quitte Harfleur le 1er août et des vents favorables le portent à Mill Bay, au nord de Milford Haven, le 7. Il n'a aucun mal à s'emparer du château voisin de Dale. Si les bardes gallois l'accueillent comme le prince devant rendre sa gloire à leur pays, la population locale lui réserve un accueil froid : nul ne l'attend sur le rivage, et rares sont les Gallois à rejoindre ses troupes durant sa traversée du pays. Selon l'historien Geoffrey Elton, seuls les partisans les plus farouches d'Henri tirent fierté de son ascendance galloise. Lorsque Henri arrive à Haverfordwest, la principale ville du Pembrokeshire, la situation est différente : le lieutenant de Richard pour le sud du pays de Galles, Walter Herbert, ne réagit pas à son arrivée, et deux de ses officiers, Richard Griffith et Evan Morgan, désertent pour rallier Henri avec leurs hommes.
Henri est également rejoint par Rhys ap Thomas et Rhys Fawr ap Maredudd (en), deux figures locales importantes,. La défection de Rhys ap Thomas est particulièrement précieuse pour Henri. Richard l'a fait lieutenant pour l'ouest du pays de Galles après qu'il a refusé de rejoindre la rébellion de Buckingham, exigeant la remise de son fils Gruffydd ap Rhys ap Thomas (en) en gage de sûreté (bien que Rhys ait pu, selon certaines sources, se soustraire à cette demande). Henri lui offre la lieutenance de tout le pays de Galles en échange de son soutien. Il poursuit sa route par Aberystwyth, tandis que Rhys suit une autre route, plus au sud, et recrute en chemin 500 Gallois pour renforcer l'armée d'Henri, qu'il rejoint à Welshpool. Henri franchit la frontière le 15 ou le 16 août et se dirige vers la ville de Shrewsbury.
Richard est au courant des projets d'Henri depuis le 22 juin, et il a ordonné une vigilance maximale à ses féaux. Il apprend le débarquement d'Henri le 11 août, mais ses messagers mettent trois à quatre jours à informer les vassaux de Richard de la mobilisation. L'armée yorkiste commence à s'assembler le 16 août ; Norfolk part cette nuit-là pour le lieu de rassemblement choisi, Leicester. La ville d'York, bastion traditionnel de la famille de Richard, demande des instructions au roi, et se voit répondre trois jours plus tard d'envoyer 80 hommes à sa rencontre. Au même moment, Northumberland, dont les terres sont les plus éloignées de la capitale, rassemble ses hommes et fait route vers Leicester.
Bien que Londres soit son objectif, Henri ne prend pas directement le chemin de la ville. Après s'être reposées à Shrewsbury, ses troupes se dirigent vers l'est et sont rejointes par Gilbert Talbot et d'autres alliés anglais, parmi lesquels des déserteurs de l'armée de Richard. L'armée d'Henri a crû substantiellement depuis son débarquement, mais elle reste encore très inférieure en nombre à celle que peut potentiellement lever Richard. Henri traverse lentement le Staffordshire, retardant le moment de la confrontation afin de gagner davantage d'hommes à sa cause. Il communique avec les Stanley depuis un bon moment, avant même d'avoir posé le pied sur le sol anglais, et les Stanley ont mobilisé leurs forces en apprenant l'arrivée d'Henri. Ils se placent à l'avant-garde de l'avancée d'Henri dans la campagne anglaise et, à deux reprises, rencontrent secrètement le prétendant durant la traversée du Staffordshire. Lors de la deuxième de ces rencontres, à Atherstone (Warwickshire), ils débattent « de la manière dont ils devraient affronter le roi Richard, dont ils avaient entendu dire qu'il se trouvait non loin de là ». Le 21 août, les Stanley établissent leur camp sur les pentes d'une colline au nord de Dadlington, tandis qu'Henri établit son camp au nord-ouest, à White Moors.
Richard rejoint Norfolk à Leicester le 20 août, et Northumberland arrive le lendemain. L'armée royale se met en marche vers l'ouest pour couper la marche d'Henri vers Londres. Passé Sutton Cheney, Richard dirige son armée vers Ambion Hill (en), estimant qu'elle pourrait avoir une importance tactique, et y établit son camp. Son sommeil est agité ; selon la Chronique de Croyland, au matin son visage est « plus livide et effroyable qu'à l'ordinaire ».

## Engagement
L'armée yorkiste, forte d'environ 10 000 hommes, se déploie au sommet de la colline, le long de la ligne de crête, d'ouest en est,. Les lanciers de Norfolk se trouvent sur le flanc droit, protégeant l'artillerie et environ 1 200 archers. Au centre, 3 000 fantassins forment le corps dirigé par Richard. Northumberland, avec environ 4 000 hommes dont bon nombre de cavaliers, protège son flanc gauche,. Au sommet de la colline, Richard jouit d'une vue large et complète de la région. Il peut voir les 6 000 hommes de Stanley tenir leurs positions à Dadlington Hill, au sud, et l'armée d'Henri au sud-ouest.
L'armée d'Henri compte très peu d'Anglais : moins d'un millier. Entre trois et cinq cents sont des exilés qui ont fui Richard, les autres étant les hommes de Talbot et d'autres déserteurs de l'armée de Richard. Selon l'historien John Mackie, le cœur de l'armée d'Henri est formé par 1 800 mercenaires français, conduits par Philibert de Chandée. Une légende écossaise veut que des mercenaires écossais aient également fait partie de l'armée d'Henri, mais Mackie estime que si elle compte des Écossais, il ne peut s'agir que de quelques capitaines : les Français ne se seraient pas séparés de l'ensemble de leur garde écossaise d'élite, qui était par ailleurs la garde royale de France. Henri dirige en tout environ 5 000 hommes,, dont un nombre non négligeable de recrues galloises. Les forces de Rhys ap Thomas sont suffisamment importantes pour « annihiler » le reste de l'armée d'Henri.
Les historiens se basent sur les mentions peu précises de la bataille faites dans les anciens textes pour proposer des scénarios possibles de l'engagement, qui s'est probablement déroulé près du pied d'Ambion Hill,,. Selon leurs reconstitutions, Henri commence par faire avancer ses troupes vers Ambion Hill. Alors que l'armée d'Henri contourne le marais au sud-ouest de la colline, Richard envoie un message à Stanley : il le menace d'exécuter son fils si Stanley ne se joint pas immédiatement à lui pour attaquer Henri. Stanley se contente de répondre qu'il a d'autres fils. Furieux, Richard ordonne la décapitation du jeune Stanley, mais ses officiers temporisent et suggèrent de procéder à l'exécution après la bataille, désormais imminente. Henri envoie également des messagers à Stanley pour lui demander de proclamer son allégeance. Sa réponse est évasive : les Stanley viendront « naturellement », une fois qu'Henri aura donné des ordres à ses troupes et les aura préparées au combat. Le prétendant n'a d'autre choix que d'affronter seul l'armée de Richard.
Conscient de son inexpérience, Henri laisse le commandement de l'armée à Oxford et reste à l'arrière avec ses gardes du corps. Voyant l'armée de Richard étirée le long de la ligne de crête, Oxford choisit de conserver son armée en un bloc au lieu de la diviser en avant-garde, centre et arrière-garde. Il ordonne aux troupes de rester à moins de trois mètres de leurs bannières, craignant qu'elles se fassent encercler. Les groupes individuels se rassemblent, formant une masse unique flanquée de cavaliers sur les ailes.

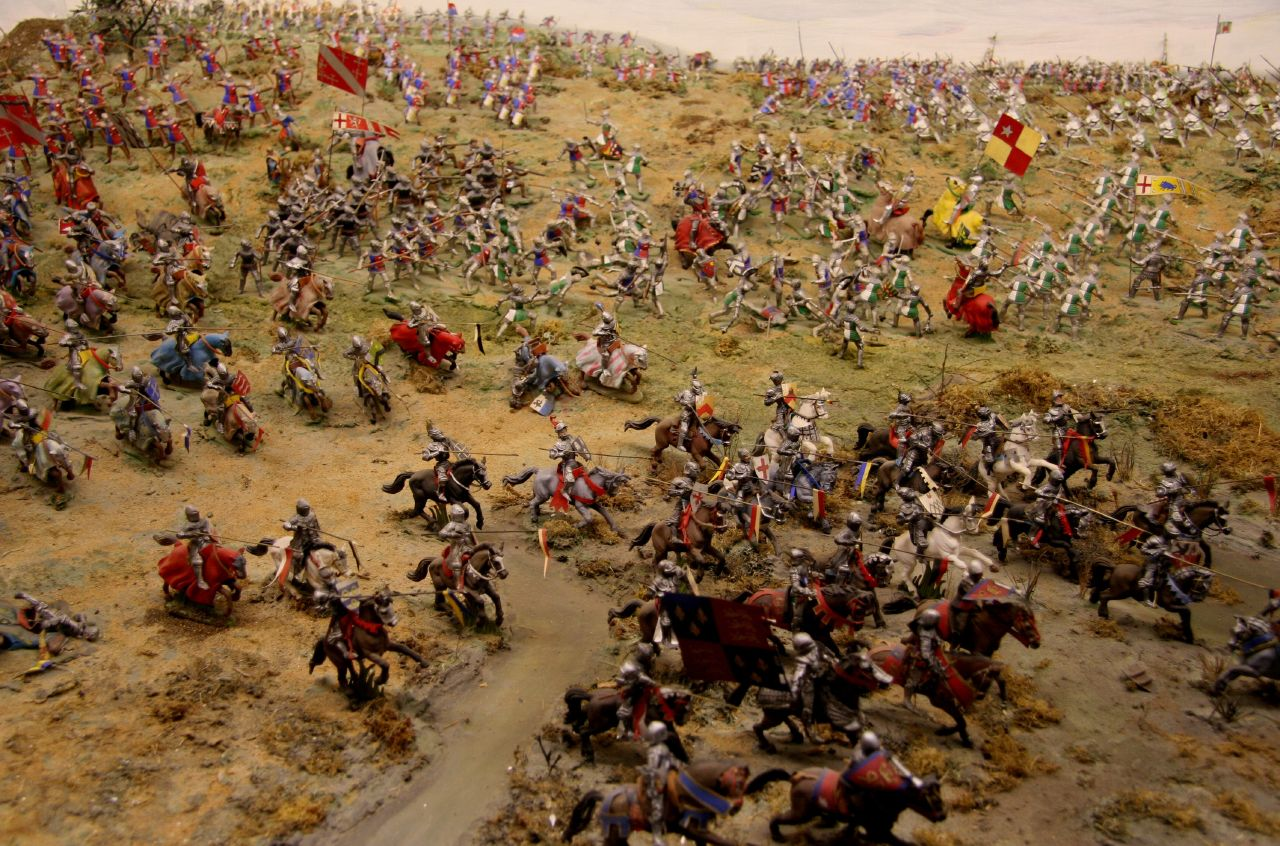
Le choc entre les armées représenté au Bosworth Battlefield Heritage Centre.

L'artillerie de Richard harcèle les Lancastriens durant leurs manœuvres pour contourner le marais. Une fois l'obstacle franchi, le corps de Norfolk et plusieurs contingents de celui du roi commencent à avancer. Les archers des deux camps commencent à tirer. Dans l'affrontement au corps à corps qui s'ensuit, les hommes d'Oxford tiennent bon et finissent par avoir le dessus, tandis que du côté adverse, des recrues du sud de l'Angleterre s'enfuient du champ de bataille et Norfolk est tué d'une flèche reçue en plein visage. Informé des difficultés de ses troupes et de la mort de son second, Richard fait signe à Northumberland de se porter à leur aide, mais l'aile de Northumberland ne bouge pas. Certains historiens, comme Horrox et Pugh, estiment que Northumberland a refusé d'agir pour des raisons personnelles,. Ross en doute et suggère que l'étroitesse de la crête d'Ambion Hill a pu l'empêcher de joindre le combat : il aurait dû soit passer au travers de ses alliés, soit exécuter un vaste mouvement d'aile, quasiment impossible au vu des capacités de manœuvre de l'époque.
À ce moment, Henri part à cheval rejoindre les Stanley. Voyant cela, Richard décide de mettre rapidement un terme au combat en tuant le chef de ses adversaires. Il conduit une charge de 800 cavaliers, contourne la mêlée et se rue vers le groupe d'Henri,. Dans la première charge, Richard tue le porte-étendard William Brandon et porte un violent coup à la tête de John Cheyne, l'ancien porte-étendard d'Édouard IV, qui lui fait vider les étriers. Les gardes du corps d'Henri entourent leur maître et parviennent à le tenir à l'écart du roi. Voyant Richard aux prises avec les hommes d'Henri et séparé de son principal corps d'armée, William Stanley entre en mouvement, conduisant ses hommes aux côtés du Tudor. En infériorité numérique, le groupe de Richard est encerclé et progressivement repoussé vers les marais. Le porte-bannière de Richard, Percival Thirwell, perd ses jambes, mais continue à brandir la bannière des York jusqu'à la mort. Le cheval du roi s'enfonce dans le sol meuble, forçant Richard à continuer le combat à pied. Ses hommes lui offrent leurs chevaux pour lui permettre de s'enfuir, mais il refuse. Les chroniqueurs s'accordent à dire que Richard combat bravement jusqu'à la fin, ; submergé par les lanciers gallois, le dernier roi de la maison d'York meurt sur le champ de bataille,. Lorsque la nouvelle se propage, les forces de Richard se désintègrent : Northumberland et ses hommes s'enfuient vers le nord, tandis que le corps de Norfolk se disperse.

## Après la bataille

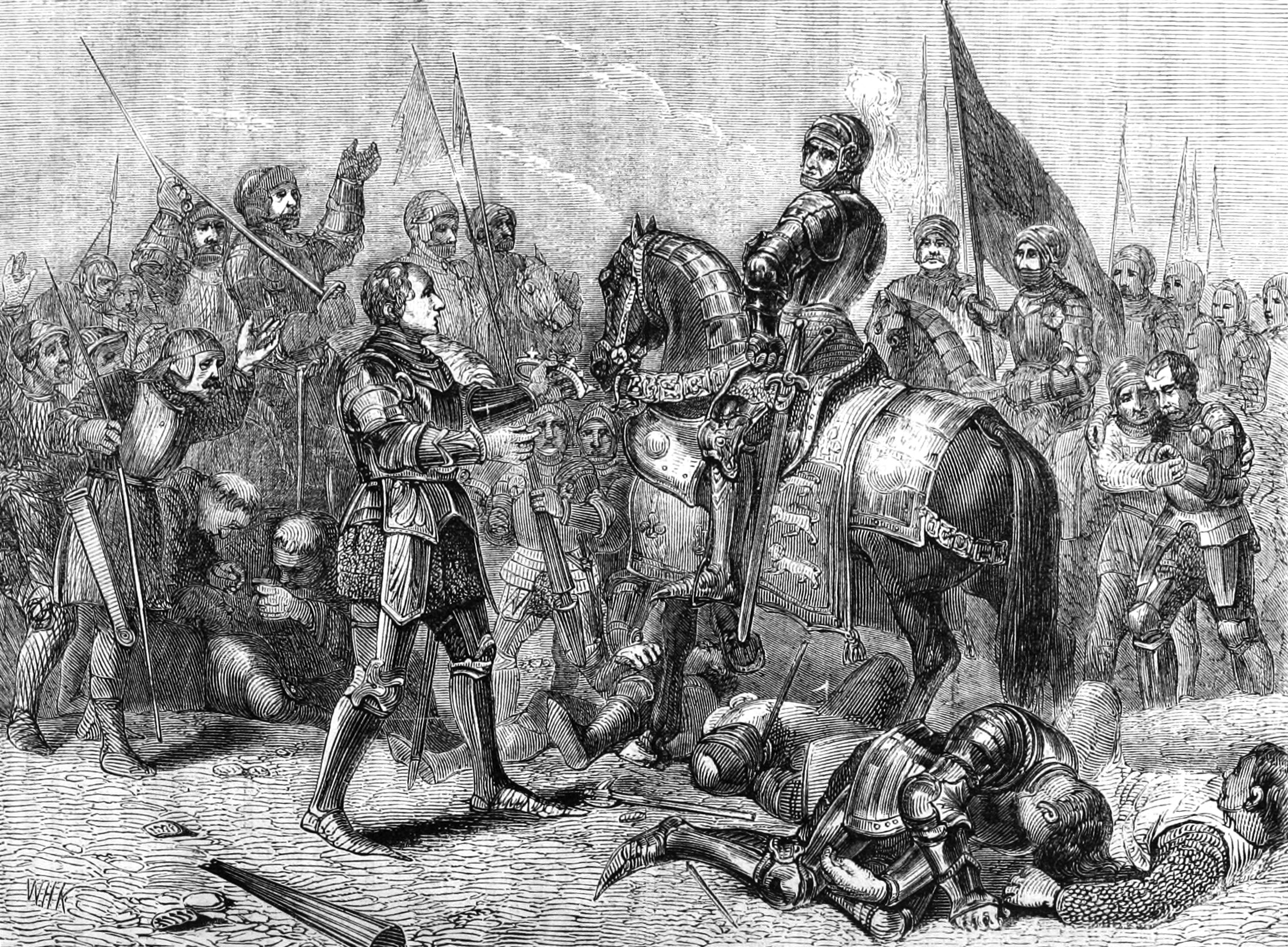
Lord Stanley remet la couronne à Henri après la bataille.

Après la bataille, la couronne de Richard est retrouvée et apportée à Henri, qui est couronné au sommet de Crown Hill, près du village de Stoke Golding. Selon Polydore Virgile, historien officiel du règne d'Henri VII, c'est Lord Stanley qui a retrouvé la couronne. Les historiens Stanley Chrimes et Sydney Anglo rejettent la légende selon laquelle elle aurait été découverte dans un buisson d'aubépine, cet élément n'apparaissant dans aucune source contemporaine. En revanche, Ross estime qu'Henri n'aurait pas inclus l'aubépine dans ses armes si cette plante n'avait pas de lien avec son avènement. Selon la chronique de Virgile, 100 soldats d'Henri sont tués durant la bataille, contre 1 000 du côté de Richard ; Chrimes estime qu'il s'agit d'une exagération. Les corps des tués sont emportés à l'église Saint-Jacques de Dadlington pour y être inhumés. Henri refuse qu'on y enterre le roi défunt : son corps est dénudé et ligoté à un cheval. On le conduit à Leicester, où il est exposé dans une église pour prouver sa mort. Deux jours plus tard, le cadavre est mis en terre dans une tombe anonyme. En février 2013, Philippa Langley accompagnée des experts de l'université de Leicester annoncent avoir identifié un squelette découvert quelques mois auparavant, lors de fouilles archéologiques, comme étant celui du dernier roi Plantagenêt.
Henri renvoie ses mercenaires et ne conserve auprès de lui qu'une petite troupe de soldats anglais, qui forment les Yeomen of the Guard (en). Il convainc le Parlement de déclarer illégal le règne de Richard III, bien que ce dernier apparaisse toujours comme roi de plein droit dans les annales de l'histoire de l'Angleterre. L'illégitimité des fils d'Édouard IV est également annulée, et Élisabeth d'York redevient une princesse royale. Le mariage d'Élisabeth, héritière de la maison d'York, avec Henri, héritier de la maison de Lancastre, marque la fin de la querelle entre les deux maisons et l'avènement de la maison Tudor. Ce mariage n'a cependant lieu qu'après le couronnement d'Henri, lorsque son assise sur le trône est suffisante pour exclure les parents d'Élisabeth de la succession. Henri convainc encore le Parlement d'antidater le début de son règne à la veille de la bataille, ce qui lui permet d'accuser de traîtrise ceux qui l'y ont affronté. Le comte de Northumberland, qui était resté inactif pendant l'affrontement, est emprisonné, puis relâché et restauré pour pacifier le Nord au nom d'Henri. Le roi passe les deux premières années de son règne à se débarrasser des partisans de Richard, tout en se montrant prêt à accepter ceux qui se soumettent à lui indépendamment de leurs allégeances passées.
Parmi les partisans d'Henri, les mieux récompensés sont les Stanley. Le nouveau roi fait de William son chambellan et offre le titre de comte de Derby à Lord Stanley, entre autres donations et titres. Il récompense également le comte d'Oxford en lui rendant les terres et titres confisqués par Richard, ainsi qu'en le nommant connétable de la Tour et amiral d'Angleterre, d'Irlande et d'Aquitaine. Il crée son oncle Jasper Tudor duc de Bedford et rend à sa mère les terres confisquées par Richard. Il se montre un bon fils, l'installant au palais comme reine-mère et s'occupant d'elle tout au long de son règne. Ayant été déclarée femme sole par le Parlement, Margaret devient une femme puissante : elle n'est plus obligée de passer par Stanley pour gérer ses possessions. Elton note que malgré ces largesses, les soutiens d'Henri à Bosworth n'en profitent qu'à court terme ; par la suite, le roi accorde ses bienfaits à ceux qui servent au mieux ses intérêts.
Comme ses prédécesseurs, Henri doit faire face à des mécontentements. Deux ans après Bosworth, un prétendant nommé Lambert Simnel affirme être Édouard Plantagenêt, neveu d'Édouard IV et de Richard III. Le comte de Lincoln John de la Pole le soutient et conduit des troupes rebelles au nom de la maison d'York. L'armée rebelle repousse plusieurs attaques de Northumberland avant d'affronter Henri à Stoke Field le 16 juin 1487. Les troupes d'Henri, conduites par Oxford et Bedford, incluent plusieurs anciens partisans de Richard III,. Henri remporte aisément la bataille, mais d'autres complots s'ensuivent. Une nouvelle rébellion, en 1489, débute par le meurtre de Northumberland ; une note laissée près du corps le blâme pour la mort de Richard III.

## Postérité
Il existe quatre sources principales contenant des récits contemporains de la bataille de Bosworth. L'une d'elles est la Chronique de Croyland, un texte anglais écrit par un chroniqueur yorkiste se basant sur des récits de seconde main provenant de nobles et de soldats. Les autres sources proviennent d'étrangers : Polydore Virgile, Jean Molinet et Diego de Valera (en). Molinet est bien disposé à l'égard de Richard, tandis que Diego de Valera compile son œuvre à partir de lettres de marchands espagnols ; il n'est pas fiable pour Ross, mais d'autres historiens l'utilisent pour déduire des éléments qui ne sont pas évidents dans d'autres sources. Pour Ross, le poème « The Ballad of Bosworth Field » constitue une source utile pour certains détails de la bataille. La multitude de récits différents, principalement basés sur des informations de seconde ou de troisième main, est un obstacle pour les historiens qui cherchent à reconstituer la bataille. Hormis son issue, les chroniques n'ont que peu de détails à offrir sur la bataille : selon l'historien Michael Hicks, Bosworth est l'un des affrontements les plus mal décrits de la guerre des Deux-Roses.

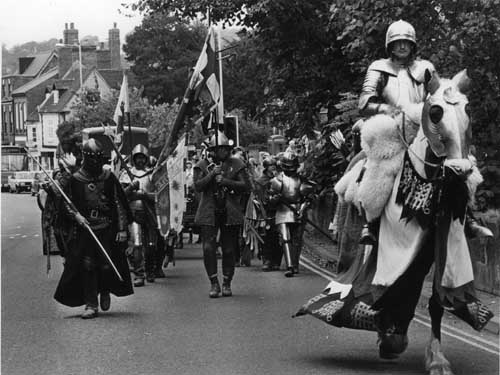
La Société historique de Newport rejoue la marche d'Henri Tudor lors du de la bataille, en 1985.

Henri tente de présenter sa victoire comme un nouveau départ pour le pays : il embauche des chroniqueurs pour dépeindre son règne comme une « nouvelle ère » débutant en 1485. Selon Hicks, les œuvres de Polydore Virgile et de l'historien aveugle Bernard André, promues par les successeurs d'Henri, ont constitué les principales sources des auteurs pendant quatre siècles. La littérature Tudor offre donc un regard positif sur le règne d'Henri, dépeignant la bataille de Bosworth comme la conclusion de la guerre civile et minimisant les soulèvements ultérieurs. En Angleterre, le Moyen Âge s'achève en 1485, et selon l'English Heritage, seule l'invasion normande de 1066 présente davantage d'importance dans l'histoire du pays. En représentant Richard comme un tyran bossu qui usurpa le trône en assassinant ses neveux, les historiens Tudor ajoutent un élément de mythe à la bataille, qui devient un affrontement épique entre le bien et le mal, avec une issue moralement satisfaisante. Selon Colin Burrow, André est tellement pénétré de l'importance historique de la bataille qu'il la représente par une page vierge dans son ouvrage sur Henry VII en 1502. Pour le professeur Peter Saccio, la bataille est effectivement unique dans l'histoire de l'Angleterre, pour la raison que « la victoire n'a pas été déterminée par ceux qui ont combattu, mais par ceux qui n'ont combattu que lorsqu'ils ont été certains d'être du bon côté ».
Pour les historiens comme Adams ou Horrox, Richard n'a pas perdu la bataille pour des raisons mythiques, mais à cause de problèmes de moral et de loyauté au sein de ses troupes. La plupart des soldats ordinaires peinent à se battre pour un seigneur en lequel ils n'ont pas confiance, et certains seigneurs estiment que leur situation pourrait s'arranger si Richard est détrôné,. Selon Adams, le seul fait d'armes chevaleresque de la bataille aura été la charge désespérée de Richard ; selon l'expression de Michael Bennet, il s'agit du « chant du cygne de la chevalerie anglaise [médiévale] ». Adams estime que ce point de vue est partagé par l'éditeur contemporain William Caxton, soutenu par Édouard IV et Richard III. Neuf jours après la bataille, Caxton publie Le Morte d'Arthur de Thomas Malory, une histoire de chevalerie et de trahison entraînant la mort – une réponse possible aux circonstances de la mort de Richard.
Elton dénie toute importance à Bosworth, et rappelle que le public anglais du XXe siècle ignore largement la bataille jusqu'aux célébrations marquant son 500e anniversaire, en 1985. Pour lui, la maigreur des faits connus (l'emplacement exact de la bataille reste incertain) prouve son insignifiance pour la société anglaise. Il la considère comme une simple étape dans les luttes d'Henri pour établir son pouvoir et souligne que le nouveau roi passe encore dix ans après Bosworth à pacifier les factions et les rébellions. Mackie s'accorde à dire que les historiens contemporains, lassés des renversements et rétablissements de la longue guerre des Deux-Roses, ne considérèrent Bosworth que comme la dernière d'une longue série de batailles similaires. C'est à travers l'œuvre de Francis Bacon et de ses successeurs que la population commence à croire que la bataille a déterminé son avenir en « renversant un tyran ». Rétrospectivement, conclut Mackie, Bosworth est notable pour avoir offert le trône à la dynastie qui régnera sur l'Angleterre pendant plus d'un siècle.

### Bosworth vue par Shakespeare
La bataille de Bosworth est un élément important de la pièce de William Shakespeare Richard III. C'est « la grande bataille » : aucun autre combat ne vient distraire le public de ce duel à l'épée entre Henri Tudor et Richard III. Shakespeare utilise ce duel comme une conclusion paroxystique de la pièce et de la guerre des Deux-Roses ; il lui sert également à représenter « la victoire sans équivoque du bien sur le mal ». Le grand méchant de la pièce, Richard, apparaissait dans la pièce précédente de la tétralogie, Henry VI, Part 3, comme « un épéiste formidable et un chef militaire courageux », ce qui contraste avec les moyens perfides qu'il emploie pour devenir roi dans Richard III. La bataille de Bosworth en elle-même n'occupe que cinq vers, mais l'action est précédée par plus de quatre cents vers qui, sur trois scènes, développent le contexte et les motivations des personnages anticipant le combat.

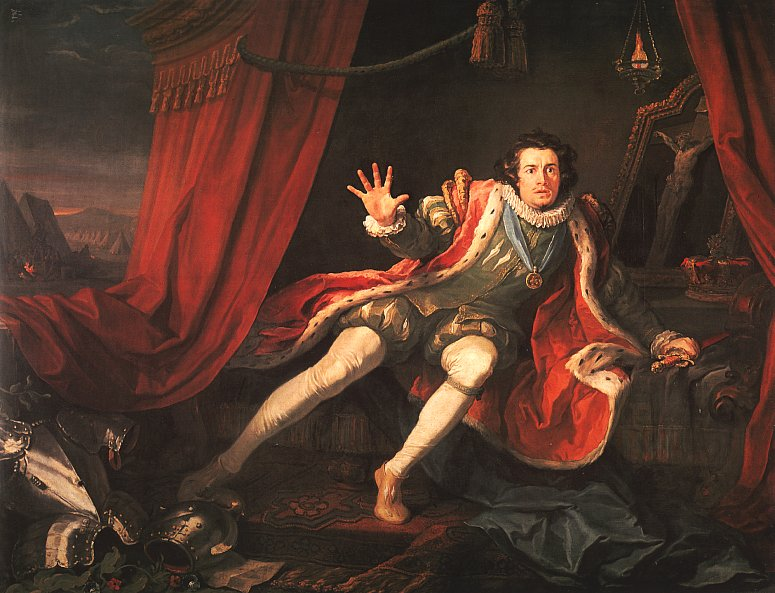
Richard III, Acte 5, scène 3 : Richard (interprété par David Garrick) s'éveille d'un cauchemar où il a vu les fantômes de ses victimes.

Le récit que fait Shakespeare de la bataille se base essentiellement sur les versions dramatiques des chroniqueurs Édouard Hall et Raphael Holinshed, dérivées de la chronique de Virgile. Toutefois, le regard porté par Shakespeare sur Richard est influencé par Thomas More, dont les écrits sont fortement défavorables au dernier roi de la maison d'York. La pièce présente donc le roi comme un personnage très négatif, Shakespeare n'ayant guère de remords à s'écarter de la fidélité historique pour favoriser la tension dramatique. Ainsi, Shakespeare fait s'entretenir la mère de Richard avec Marguerite d'Anjou pour annoncer le destin de Richard et accomplir la prophétie qu'elle a proclamée dans Henri VI, alors que Marguerite d'Anjou est morte en 1482, trois ans avant la bataille. Shakespeare exagère l'agitation de Richard la veille de l'affrontement, l'imaginant hanté par les fantômes de ceux qu'il a assassinés, dont le duc de Buckingham. Richard est dépeint comme torturé par sa conscience, mais il reprend confiance au fur et à mesure qu'il parle et affirme qu'il sera maléfique s'il le faut pour conserver sa couronne.
Le combat entre les deux armées est simulé par des bruits en coulisses (alarums) tandis que les acteurs se déplacent sur scène, déclament leurs textes et sortent. Afin de faire naître la tension avant le duel, Shakespeare demande davantage d'alarums lorsque le conseiller de Richard, William Catesby, annonce que le roi « a fait des prodiges au-dessus des forces d'un homme ». Richard ponctue son entrée avec le vers fameux : « Un cheval, un cheval ! Mon royaume pour un cheval ! ». Il refuse de battre en retraite et veut continuer à tuer les doubles d'Henri jusqu'à ce que sa némésis soit morte. Rien ne permet d'affirmer qu'Henri était accompagné de cinq sosies à Bosworth ; il s'agit d'une invention de Shakespeare, inspiré par les sosies utilisés par Henri IV à la bataille de Shrewsbury en 1403, pour accroître le courage de Richard sur le champ de bataille. De la même façon, le combat singulier entre Henri et Richard est une idée de Shakespeare. The True Tragedy of Richard III, une pièce antérieure, n'inclut pas un tel duel, ni même la moindre indication d'un combat sur scène.

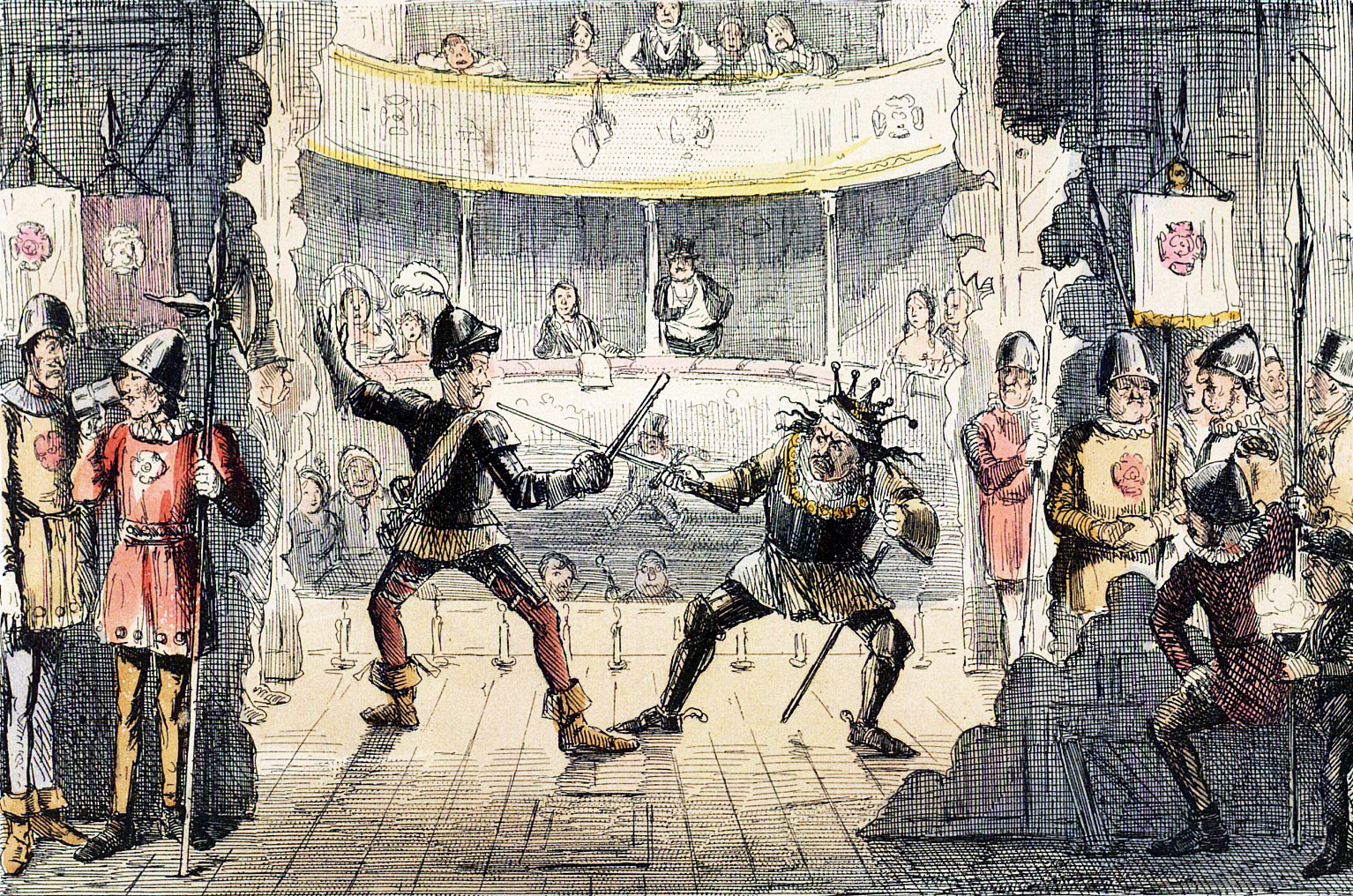
The Battle of Bosworth Field, a Scene in the Great Drama of History, illustration de l'attitude moqueuse de Beckett.

Malgré les libertés prises par Shakespeare, sa version de la bataille de Bosworth sert de modèle aux manuels d'histoire anglais jusqu'au XIXe siècle. Cette version embellie de l'histoire, présente dans la littérature, la peinture et le théâtre, dérange l'humoriste Gilbert Abbott à Beckett. Il exprime ses critiques dans un poème où il compare la vision romantique de la bataille à « une production de cinquième ordre de Richard III » : des acteurs aux costumes médiocres rejouant la bataille sur scène, tandis que les rôles secondaires traînent à l'arrière-plan, se désintéressant totalement de l'action.
Dans l'adaptation cinématographique de Richard III réalisée par Laurence Olivier en 1955, la bataille de Bosworth n'est pas représentée par un duel, mais par une mêlée générale qui devient la scène la plus célèbre du film, régulièrement projetée au Bosworth Battlefield Heritage Centre,. Le film représente l'affrontement des armées York et Lancastre dans un champ ouvert, se focalisant sur des personnages au cœur de la foule furieuse avec un réalisme salué par la critique. La façon dont Richard prépare ses troupes a également été louée : tandis que Richard parle à ses hommes et dessine ses plans dans le sable avec son épée, ses unités apparaissent à l'écran, s'organisant selon les lignes qu'il dessine. La combinaison d'éléments visuels et narratifs étroitement entrelacés fait de Richard un véritable conteur, qui met en scène l'intrigue qu'il a conçue. Le critique shakespearien Herbert Coursen développe la comparaison : Richard se définit comme un créateur d'hommes, mais meurt au cœur de la sauvagerie de ses créations.
Un autre film adapté de Richard III est sorti en 1995, avec Ian McKellen dans le rôle-titre. Il déplace l'intrigue dans l'Angleterre fascisante des années 1930, un choix critiqué par les historiens. Pour Adams, la version originale de Shakespeare propose une morale : faire face à son destin, aussi injuste soit-il, « avec noblesse et dignité ». Il estime que les effets spéciaux camouflent la portée morale de la bataille, qui est réduite au cadre de la mort d'un méchant sans profondeur. Coursen trouve lui aussi que ce film traite la bataille et la mort de Richard de manière décevante.

### Le champ de bataille

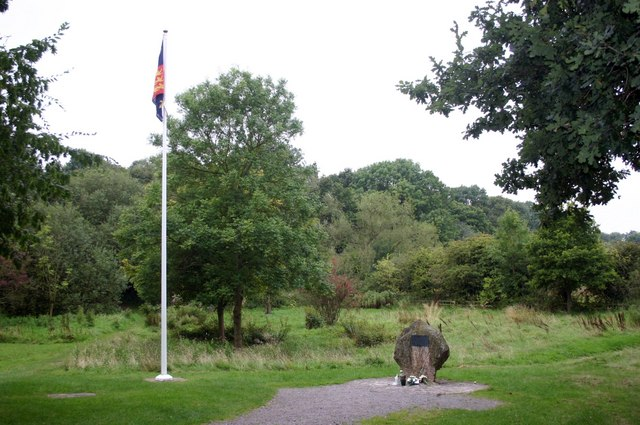
Le mémorial.

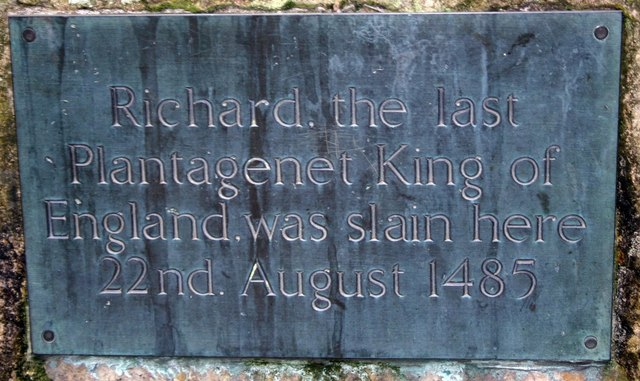
La plaque commémorative :
Richard le dernier
roi Plantagenêt
d'Angleterre fut tué ici
22 août 1485

Selon le Leicestershire County Council (en), le site officiel de la bataille se trouve sur le territoire de la ville de Market Bosworth. Le conseil a engagé l'historien Daniel Williams pour étudier la bataille, et ses recherches sont utilisées en 1974 pour fonder le Bosworth Battlefield Heritage Centre. Ses résultats ont toutefois été remis en question depuis. Les célébrations du 500e anniversaire de la bataille donnent lieu à un débat qui voit de nombreux historiens mettre en doute l'exactitude de la thèse de Williams,. Des recherches géologiques menées entre 2003 et 2009 par le Battlefields Trust ont notamment montré que le sol des versants sud et est d'Ambion Hill était solide au XVe siècle, contrairement à ce qu'avançait Williams, pour qui l'emplacement était marécageux. Le docteur Glenn Foard, directeur des recherches, affirme que les échantillons de sol collectés et les pièces d'artillerie médiévale retrouvées suggèrent que la bataille a en fait eu lieu à trois kilomètres au sud-ouest d'Ambion Hill (52° 34′ 41″ N, 1° 26′ 02″ O), contrairement à la croyance populaire qui la situe au pied de la colline,.
Selon l'English Heritage, la bataille a reçu le nom de Market Bosworth parce qu'il s'agissait de la localité d'importance la plus proche du champ de bataille au XVe siècle. Comme le montrent les travaux du professeur Philip Morgan, une bataille peut d'abord être traitée comme un événement sans importance par une société, qui ne jugera donc pas nécessaire de la nommer. Au fil du temps, les auteurs de textes administratifs ou historiques ressentent le besoin d'identifier la bataille, en lui accolant un nom de nature généralement toponymique et basé sur des combattants ou des observateurs. Ce nom « officiel » est ensuite accepté sans remise en question par les générations ultérieures. Les récits les plus anciens associent la bataille de Bosworth aux noms Brownehethe, bellum Miravallenses, Sandeford and Dadlyngton field. Le plus ancien texte, un mémorandum municipal d'York datant du 23 août 1485, situe la bataille « sur le champ de Redemore », ce que confirme une lettre de 1485-1486 qui appelle le champ de bataille « Redesmore ». Selon l'historien Peter Foss, ce n'est pas avant 1510 que les textes associent la bataille au nom de Bosworth.
Foss est le principal défenseur de Redemore comme champ de bataille. Selon lui, le nom dérive du vieil anglais Hreod Mor, qui signifie « marais aux roseaux ». À partir de registres paroissiaux des XIIIe et XVIe siècles, il estime que Redemore est une région marécageuse située entre Ambion Hill et le village de Dadlington, proche des Fenn Lanes, une route romaine qui traverse la région d'est en ouest. Pour Foard, cette route est le chemin le plus probable suivi par les deux armées pour rejoindre le champ de bataille. Williams rejette l'association de Redmore à un lieu particulier : pour lui, il s'agit d'un terme générique pour décrire n'importe quelle région au sol rougeâtre ; Foss rétorque que les sources de Williams sont des rumeurs locales et des interprétations discutables des archives. Il estime par ailleurs que Williams est influencé par The Battle of Bosworth-Field, ouvrage de William Hutton paru en 1788 que Foss blâme pour avoir introduit l'idée que la bataille s'est déroulée à l'ouest d'Ambion Hill, sur la rive nord de la Sence. Selon Foss, Hutton a mal interprété un passage de sa source, la Chronique de Raphael Holinshed publiée en 1577. Holinshed écrit : « Le roi Richard établit son camp sur une colline appelée Anne Beame, relâchant ses soldats et prenant du repos ». Selon Foss, Hutton a compris l'expression « pitch his field » comme parlant du champ (« field ») de bataille, et en a déduit que la bataille s'est déroulée sur Anne Beame (Ambion) Hill, alors que cette expression signifie en réalité « établir son camp ».

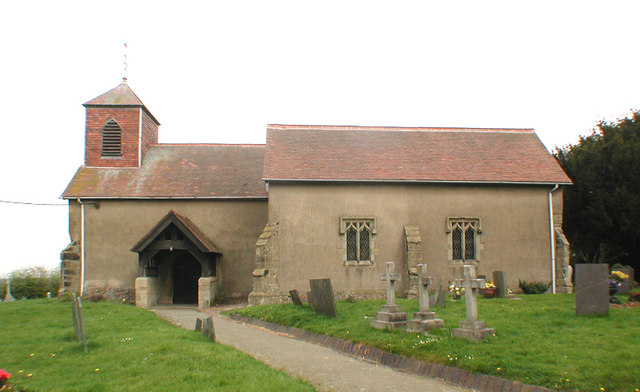
L'église Saint-Jacques-le-Majeur de Dadlington, où sont inhumés les morts de Bosworth.

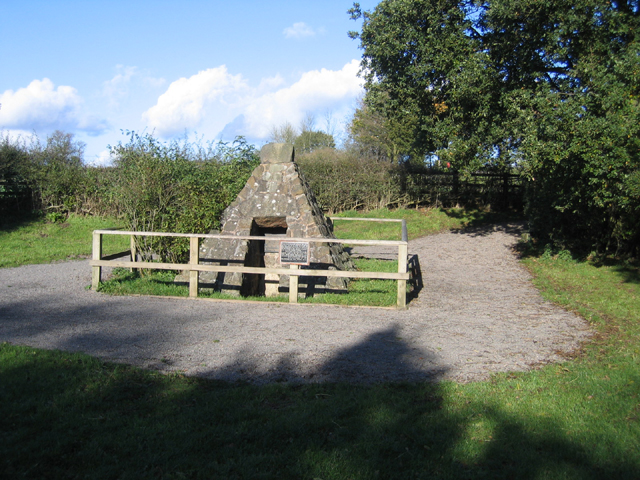
Richard's Well. Selon une tradition locale, Richard s'y serait désaltéré le jour de la bataille.

Foss cite la Chronique d'Edward Hall, publiée en 1550, pour soutenir sa théorie de Redemore. Selon Hall, l'armée de Richard est entrée dans une plaine après avoir levé le camp le lendemain. L'historien William Burton, auteur d'une Description of Leicestershire parue en 1622, écrit en outre que la bataille « se déroula dans une vaste plaine plate et spacieuse, à cinq kilomètres de [Bosworth], entre les villes de Shenton, Sutton [Cheney], Dadlington et Stoke [Golding] ». Foss estime que les deux sources décrivent ainsi une région plate au nord de Dadlington.
L'English Heritage, chargé de la gestion des sites historiques d'Angleterre, a utilisé les deux théories pour choisir l'emplacement de Bosworth. Sans favoriser l'une ou l'autre, une limite du champ de bataille continue a été dessinée, qui englobe les propositions de Williams et de Foss. La région a changé en profondeur depuis la bataille, un processus qui a débuté très peu de temps après. Dans sa chronique, Holinshed déclare avoir trouvé un sol ferme là où il s'attendait à trouver un marais, et Burton confirme qu'à la fin du XVIe siècle, la région du champ de bataille a été enclose et aménagée pour augmenter la productivité agricole. Des arbres ont été plantés sur le versant sud d'Ambion Hill, formant le bois d'Ambion Wood. Aux XVIIIe et XIXe siècles, le canal d'Ashby (en) traverse la région à l'ouest et au sud-ouest de la colline. Sur un remblai, une ligne de chemin de fer longe le canal,. Le paysage subit de tels changements que lorsque Hutton se rend dans la région en 1807, il est incapable de retrouver son chemin, alors qu'il y a déjà fait un séjour en 1788.
Le Bosworth Battlefield Heritage Centre est construit sur Ambion Hill, près de Richard's Well. Selon la légende, Richard III aurait bu à l'une des nombreuses sources de la région le jour de la bataille. En 1788, un habitant du cru désigne à Hutton l'une des sources comme étant celle de la légende ; une structure en pierre y a été par la suite érigée.
Au nord-ouest d'Ambion Hill, un drapeau et un mémorial marquent Richard's Field. Ce mémorial a été érigé en 1973 en suivant la théorie de Williams. L'église Saint-Jacques de Dadlington est la seule structure de la région que l'on puisse lier avec certitude avec la bataille de Bosworth : les corps des hommes tombés au combat y ont été enterrés.